# 神鬼傳奇 (2026年電影)
《神鬼傳奇》（英語：The Mummy）是一部2026年美國超自然恐怖電影，是2017年電影《神鬼傳奇》的重啟作，也是《木伊》系列的第十一部作品，由李·克寧編劇和執導，傑克·雷諾、萊婭·科斯塔、維若妮卡·法肯以及梅·卡拉美維主演。
《神鬼傳奇》預定2026年4月17日於美國上映，也是第一部並非由環球影業發行的《木乃伊》電影。

## 演員
- 傑克·雷諾
- 萊婭·科斯塔（英语：Laia Costa）
- 維若妮卡·法肯（英语：Verónica Falcón）
- 梅·卡拉美維
- 梅·埃爾蓋蒂（May Elghety）

## 製作
2024年6月，新線影業將一部由李·克寧編劇和執導的未定名電影排定2026年4月17日上映。12月，該片被揭露為《木伊》系列的重啟電影，並由布倫屋製片公司、原子怪獸影業和分身（Doppelgängers）製作。
2025年3月，傑克·雷諾和萊婭·科斯塔參與演出。4月，維若妮卡·法肯和梅·卡拉美維參與演出。

### 拍攝
電影於2025年3月24日在愛爾蘭島和西班牙展開主要攝影。

## 發行
《神鬼傳奇》預定2026年4月17日於美國上映。

## 外部連結
- 互联网电影数据库（IMDb）上《神鬼傳奇》的资料（英文）